# Ormosia burneyana
Ormosia burneyana là một loài ruồi trong họ Limoniidae. Chúng phân bố ở miền Tân bắc.